# Espinosa de Cervera
Espinosa de Cervera ist ein Ort und eine Gemeinde (municipio) mit nur noch 85 Einwohnern (Stand: 2024) im Süden der spanischen Provinz Burgos in der autonomen Region Kastilien-León. Die Gemeinde gehört zur bevölkerungsschwachen Serranía Celtibérica.

## Lage und Klima
Der Ort Espinosa de Cervera liegt im Quellgebiet des Río Esgueva in einer Höhe von ca. 1030 m. Die Provinzhauptstadt Burgos befindet sich ca. 77 km (Fahrtstrecke) nordwestlich; die Stadt Aranda de Duero liegt gut 22 km östlich. Das bedeutende mittelalterliche Kloster Santo Domingo de Silos befindet sich nur 10 km nordöstlich. Das Klima ist gemäßigt bis warm; der eher spärliche Regen (ca. 540 mm/Jahr) fällt – mit Ausnahme der Sommermonate – übers Jahr verteilt.

## Bevölkerungsentwicklung
| Jahr      | 1857 | 1900 | 1950 | 2000 | 2017 |
| Einwohner | 349  | 306  | 257  | 110  | 99   |

Infolge der Mechanisierung der Landwirtschaft sowie der Aufgabe bäuerlicher Kleinbetriebe und des daraus resultierenden Arbeitsplatzmangels hat die Einwohnerzahl der Gemeinde in der Mitte des 20. Jahrhunderts einen Einbruch erlebt.

## Wirtschaft
Der Ort bildete vom Mittelalter bis in die erste Hälfte des 20. Jahrhunderts hinein das handwerkliche und merkantile Zentrum mehrerer Weiler und Einzelgehöfte in der Umgebung. Heute sind der Getreideanbau und der Tourismus in Form der Vermietung von Ferienwohnungen die wichtigsten Einnahmequellen der Gemeinde.

## Geschichte

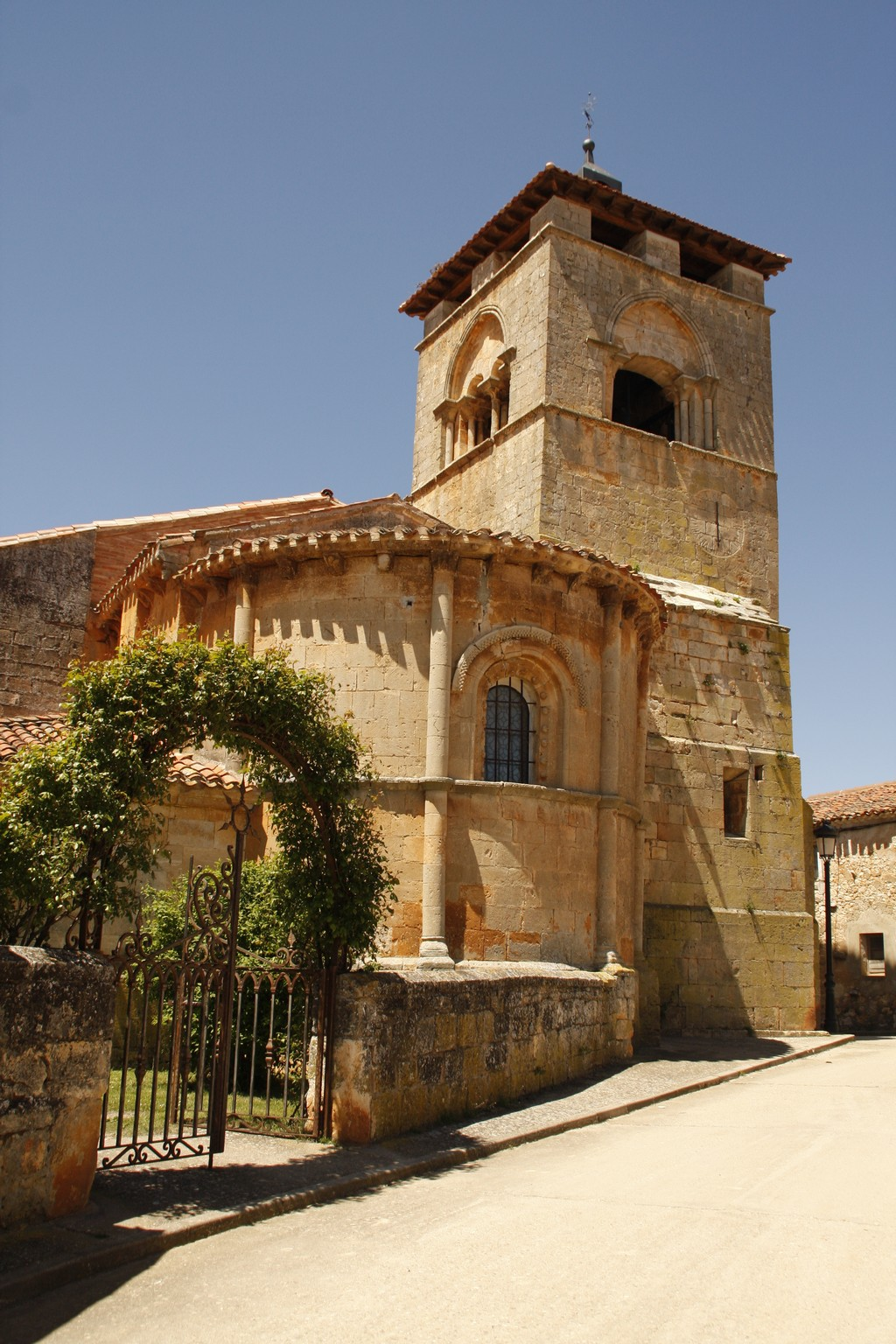
Iglesia de San Millán

Keltische, römische, Westgotische und selbst maurische Spuren fehlen. Möglicherweise war der hochgelegene Ort bis ins hohe Mittelalter hinein kaum mehr als ein Rastplatz von Jägern und wandernden Schafhirten. Die exakte Steinbearbeitung der Ostteile der romanischen Kirche lässt an eine ehemalige Prioratskirche denken.  

## Sehenswürdigkeiten
- Von der im frühen 13. Jahrhundert aus exakt behauenen Steinen erbauten und dem hl. Aemilianus von Cogolla geweihten Iglesia de San Millán sind nur noch der Chorbereich und der mehrgeschossige Glockenturm (campanario) erhalten, dem in späterer Zeit ein Wachgeschoss aufgesetzt wurde. Der aus Bruchsteinen errichtete Rest der Kirche wurde im 15. oder 16. Jahrhundert hinzugefügt. Bemerkenswert sind die Konsolfiguren unterhalb der Apsistraufe.[4]
- Im Ort gibt es eine im Erdreich versenkte, aber mit einer Steinfassung gerahmte Quelle (fuente).

Umgebung
- Etwas außerhalb des Ortes steht die aus Bruchsteinmaterial erbaute Ermita de Talamanquilla, in welcher eine Marienstatue (Virgen de Talamanquilla) verehrt wird.[5]